# Eugenio C.
Das 1966 in Dienst gestellte Passagierschiff Eugenio C. gehörte zur italienischen Reederei Costa Crociere. Bis 1977 fuhr es im Transatlantikverkehr nach Südamerika. Anschließend setzte die Reederei die Eugenio C. als ihr größtes Kreuzfahrtschiff ein, bis sie 1991 durch die größere Costa Classica in dieser Funktion abgelöst wurde. 1996 musterte Costa Crociere das Schiff aus. Nach mehreren Besitzerwechseln und einer fünfjährigen Aufliegezeit auf den Bahamas wurde die zuletzt als The Big Red Boat II eingesetzte Eugenio C. 2005 im indischen Alang abgewrackt.

## Geschichte

### Planung und Bau
Die Eugenio C. wurde von der italienischen Reederei Costa Crociere bei Cantieri Riuniti dell’Adriatico (CRDA) in Triest in Auftrag gegeben und am 4. Januar 1964 als Baunummer 1884 auf Kiel gelegt. Die 1923 gegründete Werft CRDA war vor allem durch den Bau von Militärflugzeugen im Zweiten Weltkrieg bekannt geworden. Die Eugenio C. war eines der größten je gebauten Schiffe der später von Fincantieri aufgekauften Werft. Das Rumpfdesign sowie Teile der Maschinenanlage wurden analog zur etwas größeren Oceanic entworfen, die ebenfalls bei Cantieri Riuniti dell’Adriatico entstand.
Das Schiff war als Ersatz für die Bianca C. geplant, die 1961 nach einem Brand untergegangen war. Die Eugenio C. war der zweite und gleichzeitig größte Neubau der Reederei. Am 21. November 1964 wurde die Eugenio C. vom Stapel gelassen und am 22. August 1966 an ihren Eigentümer Costa Crociere übergeben.
Am 31. August 1966 wurde das Schiff in Dienst gestellt und absolvierte seine Jungfernfahrt nach Buenos Aires über Lissabon, Rio de Janeiro und Montevideo ohne Zwischenfälle.

### Costa Crociere
Die Eugenio C. war in den kommenden zehn Jahren für transatlantische Fahrten zwischen Genua und Südamerika eingesetzt. Sie ersetzte auf dieser Route die acht Jahre ältere Federico C., die fortan von Genua aus nach Florida und Venezuela eingesetzt wurde.  Die Eugenio C. war das letzte Passagierschiff, das für den Dienst nach Südamerika gebaut wurde. Ab 1967 unternahm das Schiff außerdem Kreuzfahrten.
In den 1970er Jahren sanken die Passagierzahlen der Transatlantikfahrten deutlich. In der Folge wurde die Eugenio C. ab 1977 ausschließlich als Kreuzfahrtschiff eingesetzt. Die erste Kreuzfahrt im Oktober 1977 war eine Weltreise mit Ankunft in Genua am 15. Dezember. Anschließend war das Schiff vorwiegend für ausgedehnte Kreuzfahrten im Mittelmeer sowie für Weltreisen im Einsatz. Bis 1985 unternahm es außerdem in regelmäßigen Abständen Kreuzfahrten auf seiner alten Strecke nach Südamerika.
Die Eugenio C. war 1983 Handlungs- und Drehort des Filmdramas TransAtlantique mit Zaira Zambelli, Roger Jendly, Renate Schroeter und Balz Raz in den Hauptrollen. Regie führte der Schweizer Filmregisseur Hans-Ulrich Schlumpf, der auch das Drehbuch zum Film schrieb.
1987 wurde das Schiff umfassend renoviert und in Eugenio Costa umbenannt. Neben der Modernisierung der Ausstattung wurde dabei unter anderem der Heckbereich des Schiffes umgebaut und verglast, wodurch eine zusätzliche Lounge am Heck entstand. Im Dezember 1989 wurde das Schiff wieder in Dienst gestellt. 1989 wurde außerdem die Maschinenanlage des Schiffes generalüberholt. Die Eugenio Costa blieb das größte Schiff in der Flotte von Costa Crociere, bis sie 1991 von der größeren Costa Classica übertroffen wurde.
1993 sollte die Eugenio Costa als American Pioneer an die ebenfalls zu Costa Crociere gehörende American Family Cruises verchartert werden, um dort die ehemalige Costa Riviera zu ergänzen. Diese Pläne zerschlugen sich, nachdem American Family Cruises 1994 aufgelöst wurde.
Im Dezember 1995 wurde bekanntgegeben, dass die Eugenio Costa die Flotte von Costa Crociere im kommenden Jahr verlassen werde. Am 5. März 1996 verließ das Schiff zum letzten Mal den Hafen von Santos, den es in seiner 30 Jahre andauernden Dienstzeit für Costa Crociere regelmäßig angelaufen hatte.  Im November 1996 absolvierte die Eugenio Costa schließlich ihre letzte Kreuzfahrt für Costa Crociere und wurde anschließend ausgemustert, nachdem die neue Costa Victoria in Dienst gestellt worden war.
Nach Beendigung seiner letzten Kreuzfahrt übergab Costa Crociere das Schiff als Teilzahlung für den Bau der Costa Victoria an den Bremer Vulkan. Die Bauwerft übernahm das Schiff für 50 Mio. Mark. Costa Crociere charterte das Schiff, rückdatiert vom 13. Dezember 1994, für zweieinhalb Jahre, bis zur geplanten Ablieferung der für Mitte 1997 geplanten Ablieferung der Costa Olympia. Tatsächlich musterte Costa Crociere das Schiff jedoch bereits im November 1996, mit Indienststellung der Costa Victoria, aus.

### Direct Cruises

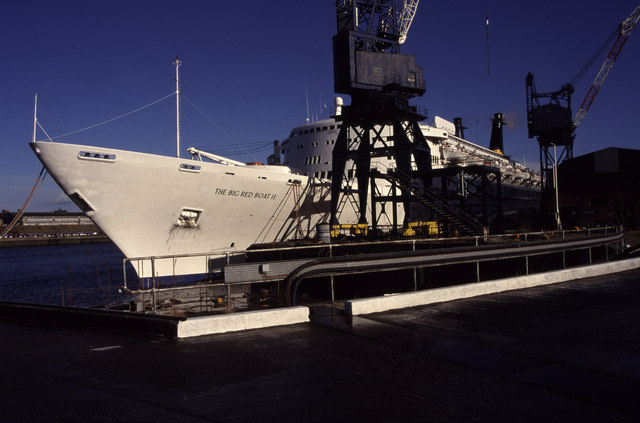
Die Edinburgh Castle beim Umbau zur The Big Red Boat II bei Cammel Laird, Februar 2000

Der Bremer Vulkan verkaufte das Schiff 1997 an den britischen Kreuzfahrtanbieter Direct Cruises, der es in Edinburgh Castle umbenennen und die Passagierbereiche für 12 Millionen US-Dollar modernisieren ließ. Von Januar bis März 1998 wurde die Edinburgh Castle im New Yorker Hafen stationiert und für zweitägige Kasinokreuzfahrten eingesetzt. Anschließend wurde es nach Southampton verholt. Das Schiff wurde ausschließlich in Großbritannien vermarktet und für Kurzkreuzfahrten in der Nord- und Ostsee sowie im Mittelmeer eingesetzt.
Im Juni 1998 erkrankten während einer Kreuzfahrt mehrere Passagiere und Besatzungsmitglieder an mit Legionellen belastetem Trinkwasser. Die Kreuzfahrt wurde aus diesem Grund in Greenock abgebrochen.
Am 21. August 1998 brach während einer Kreuzfahrt vor Cabo Carvoeiro ein Brand in der Küche der Edinburgh Castle aus, der jedoch schnell gelöscht werden konnte. Brandursache war eine defekte Fritteuse.
Bereits nach einem knappen halben Jahr Dienstzeit musste Direct Cruises im Januar 1999 Insolvenz anmelden. Die Edinburgh Castle befand sich zu diesem Zeitpunkt in Southampton, wo sie seit Oktober 1998 generalüberholt wurde. Das Schiff wurde daraufhin arrestiert und in Southampton aufgelegt. Einige Besatzungsmitglieder blieben jedoch weiterhin an Bord.
Am 3. Mai 1999 ereignete sich an Bord des aufgelegten Schiffes ein weiterer Vorfall, als ein Besatzungsmitglied an den Folgen eines Treppensturzes in der Disco des Schiffes verstarb.

### Premier Cruises

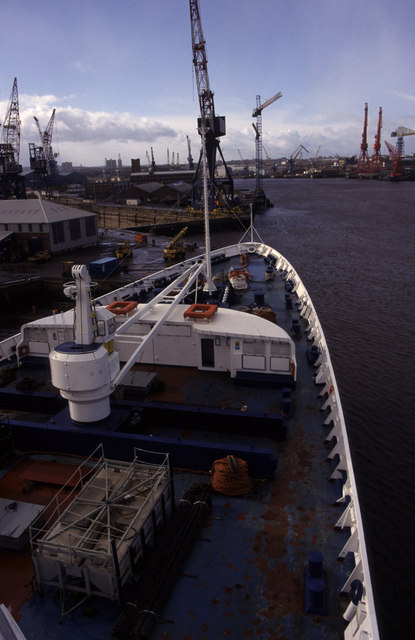
Blick von der Brücke der Edinburgh Castle auf die Cammel-Laird-Werft, Februar 2000

Im Mai 1999 übernahm die Cammel Laird Group die Edinburgh Castle. Das Schiff wurde daraufhin modernisiert, bis es im April 2000 mit Kaufoption an Premier Cruises verchartert wurde. Die neue Reederei benannte das Schiff in The Big Red Boat II um. Außerdem erhielt es die für die Reederei typische rote Rumpfbemalung.
Die geplante erste Fahrt der The Big Red Boat II im Hafen von New York am 3. Juni 2000 musste um eine Woche verschoben werden, da für das Schiff benötigte Ersatzteile verspätet geliefert wurden.
Nach der geglückten ersten Fahrt am 10. Juni 2000 wurde die The Big Red Boat II für Kreuzfahrten in die Karibik sowie an der Ostküste der Vereinigten Staaten und nach Kanada eingesetzt.
Im September 2000 wurde die Reederei insolvent. Die The Big Red Boat II wurde trotz einer bereits begonnenen Kreuzfahrt arrestiert und in Port Canaveral aufgelegt. Am 14. Dezember 2000 wurde das Schiff nach Freeport verholt, wo es zusammen mit der The Big Red Boat III und der Rembrandt auflag, die ebenfalls zur ehemaligen Flotte von Premier Cruises gehörten.

### Die letzten Jahre
In den kommenden Jahren stand das Schiff mehrmals erfolglos zum Verkauf. Im April 2005 wurde die The Big Red Boat II von indischen Abwrackern erworben. Für ihre Überführungsfahrt nach Indien erhielt sie den verkürzten Namen Big Red. Am 13. April 2005 machte das Schiff einen Zwischenstopp auf den Azoren, um für die Reise nach Indien zu bunkern. Am 15. April setzte die Big Red ihre Reise zum Abwracken fort.
Das Schiff traf am 5. Juni 2005 in Alang ein, wo es zwei Tage später auf den Strand gezogen wurde. Mit der 1960 in Dienst gestellten Margarita L traf am Vortag bereits ein anderes bedeutendes Passagierschiff aus den 1960er Jahren in Alang ein. Im September 2005 war der Bugbereich des Schiffes bis zu den Aufbauten abgewrackt. Im Frühjahr 2006 wurde der Abbruch der ehemaligen Eugenio C. abgeschlossen.

## Ausstattung
Die Eugenio C. war anfangs in Erste Klasse (178 Passagiere), und Touristenklasse (Touristenklasse A; 356 Passagiere und Touristenklasse B; 1102 Passagiere) mit insgesamt 1636 Betten unterteilt. Die Klassenteilung wurde jedoch aufgehoben, nachdem das Schiff ausschließlich für Kreuzfahrten eingesetzt wurde. Neben mehreren Bars und dem Hauptspeisesaal verfügte das Schiff über drei Festsäle mit Tanzfläche (Sala Feste Ambra, Sala Feste Turchese und Sala Feste Opale) sowie eine Lounge (Soggiorno Rubino). Außerdem besaß das Schiff einen eigenen Kindergarten. Nach dem Umbau des Schiffes zur Eugenio Costa stand den Passagieren ab 1987 eine weitere Lounge zur Verfügung, die sich im verglasten Heckbereich des Schiffes befand. An Deck der Eugenio C. gab es zwei Schwimmbecken, eines auf dem Sonnendeck und eines auf dem Lidodeck.
Der Innenraum des Schiffes wurde von dem italienischen Innenarchitekten Nino Zoncada entworfen, der bereits 1965 für die Innenausstattung der italienischen Passagierschiffe Michelangelo und Raffaello sowie der France verantwortlich war. Die Kunstwerke an Bord des Schiffes stammten von namhaften italienischen Künstlern wie Emanuele Luzzati, Enrico Paulucci, Massimo Campigli und Marcello Mascherini.
Die Eugenio C. war mit zwei ausfahrbaren Denny-Brown-Stabilisatoren ausgestattet. Außerdem besaß das Schiff neun Passagier- und Lastenaufzüge, 835 Kubikmeter fassende Kühlräume sowie neun Transportbänder zum Verladen der Fracht.

## Erinnerungen an das Schiff
Ein Wandgemälde im Botticelli-Restaurant der 1993 in Dienst gestellten Costa Romantica erinnerte an die Eugenio C. Nach dem Umbau des Schiffes zur Costa neoRomantica und der Modernisierung des Restaurants wurde das Gemälde 2011 wieder entfernt.
Während einer Jubiläumskreuzfahrt zum 60-jährigen Bestehen von Costa Crociere wurden Erinnerungsstücke der ehemaligen Schiffe von Costa Crociere versteigert. Höhepunkt der Versteigerung war ein Rumpfstück der früheren Eugenio C., das für 1600 Euro verkauft wurde.
In Genua existiert seit 2006 der von einem früheren Besatzungsmitglied gegründete Eugenio C Club für ehemalige Besatzungsmitglieder und Passagiere, die in jährlichen Treffen an das Schiff erinnern.